# Capitulation de Laval
 (mars 2017).
Huitième guerre de religion (1585–1598)
Batailles
Guerres de Religion en France
Prélude
- Mérindol (1545)
- Amboise (1560)
- Colloque de Poissy (1561)

Première guerre de Religion (1562-1563)
- Édit de Saint-Germain (1562)
- Massacre de Wassy (1562)
- Toulouse (1562)
- Vergt (1562)
- Rouen (1562)
- Dreux (1562)
- Orléans (1563)
- Paix d'Amboise (1563)

Deuxième guerre de Religion (1567-1568)
- Surprise de Meaux (1567)
- Michelade (1567)
- Saint-Denis (1567)
- Chartres (1568)
- Paix de Longjumeau (1568)

Troisième guerre de Religion (1568-1570)
- Jarnac (1569)
- La Roche-l'Abeille (1569)
- Poitiers (1569)
- Orthez (1569)
- Montcontour (1569)
- Saint-Jean-d'Angély (1569)
- Arnay-le-Duc (1570)
- Rabastens (1570)
- Paix de Saint-Germain-en-Laye (1570)

Quatrième guerre de Religion (1572-1573)
- Saint-Barthélemy (1572)
- Sancerre (1572-1573)
- Sommières (1573)
- La Rochelle (1573)

Cinquième guerre de Religion (1574-1576)
- Dormans (1575)
- Édit de Beaulieu (1576)

Sixième guerre de Religion (1577)
- Paix de Bergerac (1577)
- Édit de Poitiers (1577)

Septième guerre de Religion (1579-1580)
- Traité de Nérac (1579)
- Paix du Fleix (1580)

Huitième guerre de Religion (1585-1598) 
Guerre des Trois Henri

- Traité de Joinville (1584)
- Édit de Nemours (1585)
- Jarrie (1587)
- Coutras (1587)
- Vimory (1587)
- Auneau (1587)
- Journée des Barricades (1588)
- Arques (1589)
- Ivry (1590)
- Paris (1590)
- Journée des Farines (1591)
- Chartes (1591)
- Poncharra (1591)
- Châtillon (1591)
- Rouen (1591-1592)
- Craon (1592)
- Port-Ringeard (1593)
- Fort Crozon (1594)
- Fontaine-Française (1595)
- Doullens (1595)
- Amiens (1597)
- Édit de Nantes (1598)

Rébellions huguenotes (1621-1629)
- Saumur (1621)
- Saint-Jean-d'Angély (1621)
- La Rochelle (1621)
- Montauban (1621)
- Riez (1622)
- Royan (1622)
- Sainte-Foy (1622)
- Nègrepelisse (1622)
- Saint-Antonin (1622)
- Montpellier (1622)
- Saint-Martin-de-Ré (1622)
- Traité de Montpellier (1622)
- Blavet (1625)
- Île de Ré (1625)
- Traité de Paris (1626)
- Saint-Martin-de-Ré (1627)
- La Rochelle (1627-1628)
- Privas (1629)
- Alès (1629)
- Montauban (1629)
- Paix d'Alès (1629)

Révocation de l'édit de Nantes (1685)
La capitulation de Laval a lieu le 28 avril 1594 dans le cadre des guerres de religion. Elle oppose l’armée royale à l’armée ligueuse. Cette capitulation arrive après la bataille du Port-Ringeard qui a lieu dans la région le 2 mai 1593.

## Circonstances
Le maréchal Jean VI d'Aumont, lieutenant du roi en Bretagne, cherchait à réduire le Maine. Il sait se ménager des intelligences dans Laval, que la comtesse douairière de Laval Anne d'Alègre, retirée à Vitré, faisait solliciter de son côté à abandonner le parti de la Ligue catholique. D'Andigné de Mesneuf, qui avait été en garnison dans cette ville après 1589, le procureur fiscal Duchemin de la Vauzelle, tous deux protestants, servirent d'intermédiaires au maréchal, ils s'entendirent avec plusieurs bourgeois et surtout avec Guillaume Le Clerc de Crannes, capitaine de la ville.
À cette époque, les Lavallois se fiaient peu aux promesses du Maréchal ; Guillaume décida donc d'en finir par un coup hardi, Le 27 avril 1594 ; en l'absence d'Urbain de Laval Boisdauphin, il s'empara du château de Laval pendant que ses compagnons attaquaient sur plusieurs points, les postes ligueurs. Ceux-ci pris à l'improviste, n'offrirent que peu de résistance.
D'Aumont entre sans résistance à Laval le 27 avril 1594, après peu d'opposition. Le lendemain, le Maréchal d'Aumont et la Comtesse Anne d'Alègre furent reçus au faubourg Saint-Martin par le capitaine Guillaume Le Clerc de Crannes que l'on gratifia de lettres de noblesse. Il y met garnison et contient ses soldats avec tant de sévérité qu'il ne fut fait aucun tort aux habitants.
Des articles encadrent cette capitulation :
- article VI : L'entretien de la garnison ne devait avoir lieu que d'accord avec les représentants de la ville, et ne devait être payé que sur les tailles et taillon de l'élection de Laval en la forme ordinaire.
- article VII : Madame de Laval[5] donnera pour lieutenant à Monsieur son fils[6] ung gentilhomme de la religion catholique, apostolique et romaine.. Louis III de Montecler, remplissant les conditions, retrouve alors sa charge de gouverneur de Laval, après la capitulation de la ville.

## Conséquences
Henri IV, après être monté sur le trône, fait détruire dans le Comté de Laval un grand nombre de maisons de campagne et châteaux garnis de murs et fossés, petits forts qui auraient pu servir encore de retraite à quelques restes de la Ligue. Les murailles de la ville de Craon qui lui avaient résisté pendant longtemps, et devant lesquelles ses généraux avaient reçu un échec, furent rasées. Il a aussi le dessein de détruire les murs de la ville de Laval, et donne ordre à Louis III de Montécler, de démanteler ses fortifications. Quelque temps après, une seconde lettre datée du 30 novembre 1594, lui ordonne de surseoir à ce premier ordre.

## Sources
- « Capitulation de Laval », dans Alphonse-Victor Angot et Ferdinand Gaugain, Dictionnaire historique, topographique et biographique de la Mayenne, Laval, A. Goupil, 1900-1910 [détail des éditions] (BNF 34106789, présentation en ligne)
- Étienne-Louis Couanier de Launay, Histoire de Laval (818-1855), Imp. Godbert, 1856, 608 p. [détail des éditions] (lire en ligne)
- Société historique et archéologique du Maine, Revue historique et archéologique du Maine . G. Fleury & A. Dangin (Mamers). 1910. p. 151.